# Ondjaki
Ndalu de Almeida, més conegut com a Ondjaki (Luanda, 5 de juliol de 1977) és un escriptor angolès.

## Biografia
Fill del comandante Júlio de Almeida, va estudiar a Lisboa on es va llicenciar en sociologia, amb una tesi sobre l'escriptor José Luandino Vieira. Es va doctorar en estudis africans a Itàlia en 2000. Va obtenir el segon lloc en el premi António Jacinto d'Angola, i publica el primer llibre en 2000 el poemari Actu Sanguíneu.
Després d'estudiar sis mesos en la Universitat de Colúmbia de Nova York, va rodar amb Kiluanje Liberdade el documental Oxalá cresçam pitangas - histórias da Luanda. Les seves obres han estat traduïdes al francès, anglès, alemany, italià, castellà i xinès. Fou guardonar amb el Gran Premi de Conte Camilo Castelo Branco en 2007 per Os da Minha Rua. AEtiòpia va rebre el premi Grinzane com a millor escriptor africà de 2008. En 2012 va ser considerat per Zukiswa Wanner a The Guardian com un dels "cinc millors escriptors africans" (juntament amb Léonora Miano, H. J. Golakai, Chika Unigwe i Thando Mgqolozana). Fou un dels 39 escriptors menors de 40 anys de l'Àfrica Subsahariana que en abril de 2014 fou escollit com a part del projecte Africa39 del Hay Festival.
En octubre de 2010 va guanyar a Brasil el Prêmio Jabuti de Literatura, en la categoria Juvenil, amb el conte AvóDezanove e o Segredo do Soviético. El Jabuti és un dels més importants premis literaris brasilers dividit en 21 categories. En 2013, va rebre el Premi Literari José Saramago pel seu conte Os Transparentes.
Actualment viu a Río de Janeiro, Brasil.

## Obres
- Actu Sanguíneu (poesia, 2000)
- Bom Dia Camaradas (narració, 2001)
- Momentos de Aqui (contes, 2001)
- O Assobiador (novel·la, 2002)
- Há Prendisajens com o Xão (poesia, 2002)
- Ynari: A Menina das Cinco Tranças (infantil, 2004)
- Quantas Madrugadas Tem A Noite (narració, 2004)
- E se Amanhã o Medo (contes, 2005)
- Os da minha rua (contes, 2007)
- Avó Dezanove e o segredo do soviético (narració, 2008)
- O leão e o coelho saltitão (infantil, 2008)
- Materiais para confecção de um espanador de tristezas (poesia, 2009)
- Os vivos, o morto e o peixe-frito (ed. brasileira / teatre, 2009)
- O voo do Golfinho (infantil, 2009)
- dentro de mim faz Sul, seguido de Acto sanguíneo (poesia, 2010)
- a bicicleta que tinha bigodes (juvenil, 2011)
- Os olhos grandes da princesa pequenina (infantil, Portugal, Texto Editores, 2011)
- Os Transparentes (narració, 2012)
- O caso do cadáver esquisito (2011)
- Uma escuridão bonita (juvenil, Brasil/Portugal, 2013)
- Sonhos azuis pelas esquinas (contes, Portugal, Caminho, 2014
- O céu não sabe dançar sozinho (contes, Brasil, Língua Geral, 2014)
- O Carnaval da Kissonde (infantil, Portugal, 2015)
- Os modos do mármore (poesia, Galiza, 2015)
- Verbetes para um dicionário afetivo (coautor; Portugal, 2015)
- O convidador de pirilampos (Portugal, 2017)